# Цара Бирсеј
Цара Бирсеј (лат. Terra Borza) историјска је и етнографска област у централној Румунији, у југоисточној Трансилванији, с мјешовитим Њемачким, Мађарским и Румунским становништвом.
До краја 17. века, Власи у региону су користиле средњобугарски језик, а Бугари из Влашке су у то време били познати као Срби или Раци. Цара Бирсеј је био део Прекодунавске Бугарске.

## Географија
Цара Бирсеј се налази у региону Јужних Карпата (Трансилванијских Алпа), између градова, на сјеверу Фелдиоара, Рашнов на југозападу и Прејмер на југоистоку. Област је распоређена око највећег града Брашова, који је данас административно средиште Брашовског округа.

## Становништво
Послије расељавања већине Трансилванијских Саксонаца у 20. вијеку, област је већином насељена Румунима. Свако Саксонско насеље у Трансилванији се међусобно разликује по: дијалекту, народној ношњи и обичајима, умјетности, сеоске и црквене архитектуре, утврђењима, разноврсности демографског састава насељеничких група и њиховог историјског развоја у новој средини.
Њемачко (Саско) становништво у Трансилванији (Њемачки: Siebenbürgen) по дистриктима из 1920. године
- Дистрикт: Mühlbach (Unterwald)
  1. Broos (Ораштије)
  2. Mühlbach (Себеш)
- Дистрикт: Hermannstadt (Сибињ)
  1. Leschkirch (Нокрих)
- Дистрикт: Mediasch (Wineland),(Медијаш)
- Дистрикт: Schäßburg (Сегешвар)
- Дистрикт: Reps (Рупеа)
- Дистрикт: Kronstadt (Burzenland, Brassó), (Брашов)
- Дистрикт: Bistritz (Nösner Land), (Бистрица)
- Дистрикт: Sächsisch-Regen (Reen), (Регин)
- Дистрикт: Schelk (Kleinschelken), (Шеика Мике)
- Дистрикт: Schenk (Großschenk), (Чинку)

Дистрикт: Kronstadt (Burzenland) 30060 Саксонаца од 71836 становника (54%), 1920. године:
| Насеље                                     | Број становника | Саси (Саксонци) | %  |
| ------------------------------------------ | --------------- | --------------- | -- |
| Brenndorf (рум.: Bod, Бод)                 | 2431            | 1377            | 57 |
| Heldsdorf (рум.: Hălchiu, Хелкиу)          | 2833            | 2109            | 74 |
| Honigberg (рум.: Hărman, Херман)           | 2189            | 1184            | 54 |
| Kronstadt (рум.: Brașov, Брашов)           | 36646           | 10644           | 29 |
| Marienburg (рум.: Feldioara, Фелдиоара)    | 2527            | 1032            | 41 |
| Neustadt (рум.: Cristian-Brașov, Кристиан) | 2797            | 1618            | 58 |
| Nußbach (рум.: Măieruș, Мејеруш)           | 1483            | 920             | 62 |
| Petersberg (рум.: Sînpetru, Синпетру)      | 2107            | 1233            | 59 |
| Rosenau (рум.: Râșnov, Рашнов)             | 4801            | 1848            | 38 |
| Rotbach (рум.: Rotbav, Ротбав)             | 967             | 424             | 44 |
| Schirkanyen (рум.: Șercaia, Шеркај)        | 1737            | 885             | 51 |
| Tartlau (рум.: Prejmer, Прежмер)           | 3580            | 2066            | 58 |
| Weidenbach (рум.: Ghimbav, Гимбав)         | 1670            | 983             | 59 |
| Wolkendorf (рум.: Vulcan, Вулкан)          | 1620            | 966             | 60 |
| Zeiden (рум.: Codlea, Кодља)               | 4448            | 2771            | 62 |

## Туризам
Посљедњих неколико година, у регији су све популарнија туристичка одредишта, захваљујући многим атрактивним мјестима, као што је историјски центар града Брашова (Kronstadt) са црном црквом (Biserica Neagră), Бранов дворац (Törzburg) тзв. "Дракулин дворац", утврђена црква у Прејмеру/Tartlau (под заштитом UNESCO-а), најпознатије скијалиште у Румунији, Појана Брашов.